# جنیفر نپ
جنیفر نپ (انگلیسی: Jennifer Knapp؛ زادهٔ ۱۲ آوریل ۱۹۷۴) یک موسیقی‌دان اهل استرالیا است.
 او نامزد جایزه گرمی نیز بوده‌است.